# Sopronkövesd
Sopronkövesd ist eine ungarische Gemeinde im Kreis Sopron im Komitat Győr-Moson-Sopron.

## Geografische Lage
Sopronkövesd liegt 69 Kilometer südwestlich des Komitatssitzes Győr und 19 Kilometer südöstlich der Kreisstadt Sopron an dem Fluss Kardos-ér. Sie grenzt im Westen an Österreich. Nachbargemeinden sind Pereszteg, Nagylózs, Lövő, Völcsej und Sopronhorpács. Jenseits der Grenze liegt die österreichische Gemeinde Nikitsch.

## Geschichte
Im Jahr 1913 gab es in der damaligen Kleingemeinde 222 Häuser und 1354 Einwohner auf einer Fläche von 4659 Katastraljochen. Sie gehörte zu dieser Zeit zum Bezirk Sopron im Komitat Sopron.

## Gemeindepartnerschaft
- Coltău, Rumänien

## Sehenswürdigkeiten
- Franz-von-Assisi-Statue
- Holzskulpturen Csősz und Szent László
- Kreuzweg
- Páduai-Szent-Antal-Statue aus dem Jahr 1737
- Römisch-katholische Kirche Kisboldogasszony, erbaut um 1800
- Szent-Flórián-Statue
- Szentháromság-Säule aus dem Jahr 1864

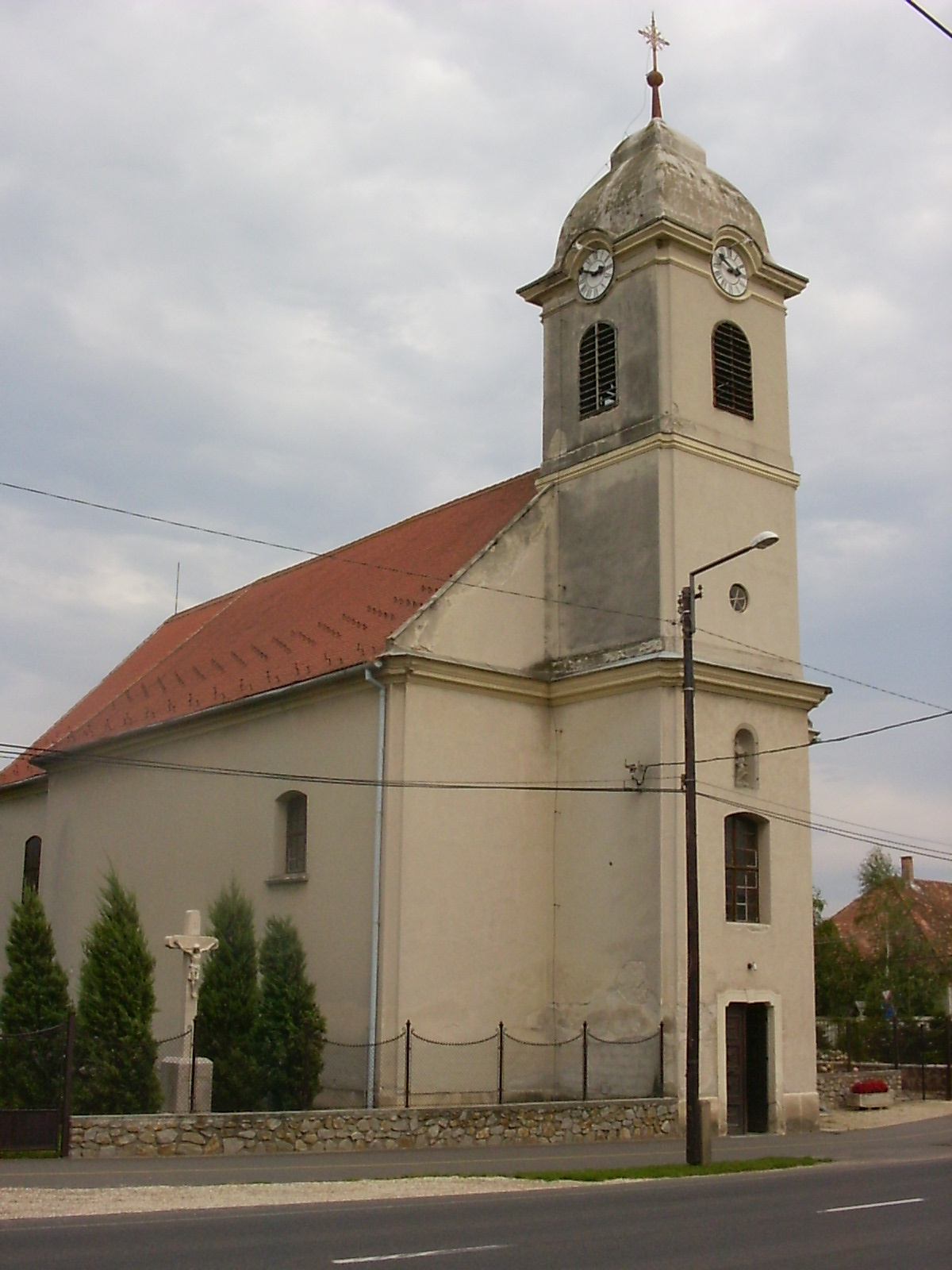
Römisch-katholische Kirche Kisboldogasszony
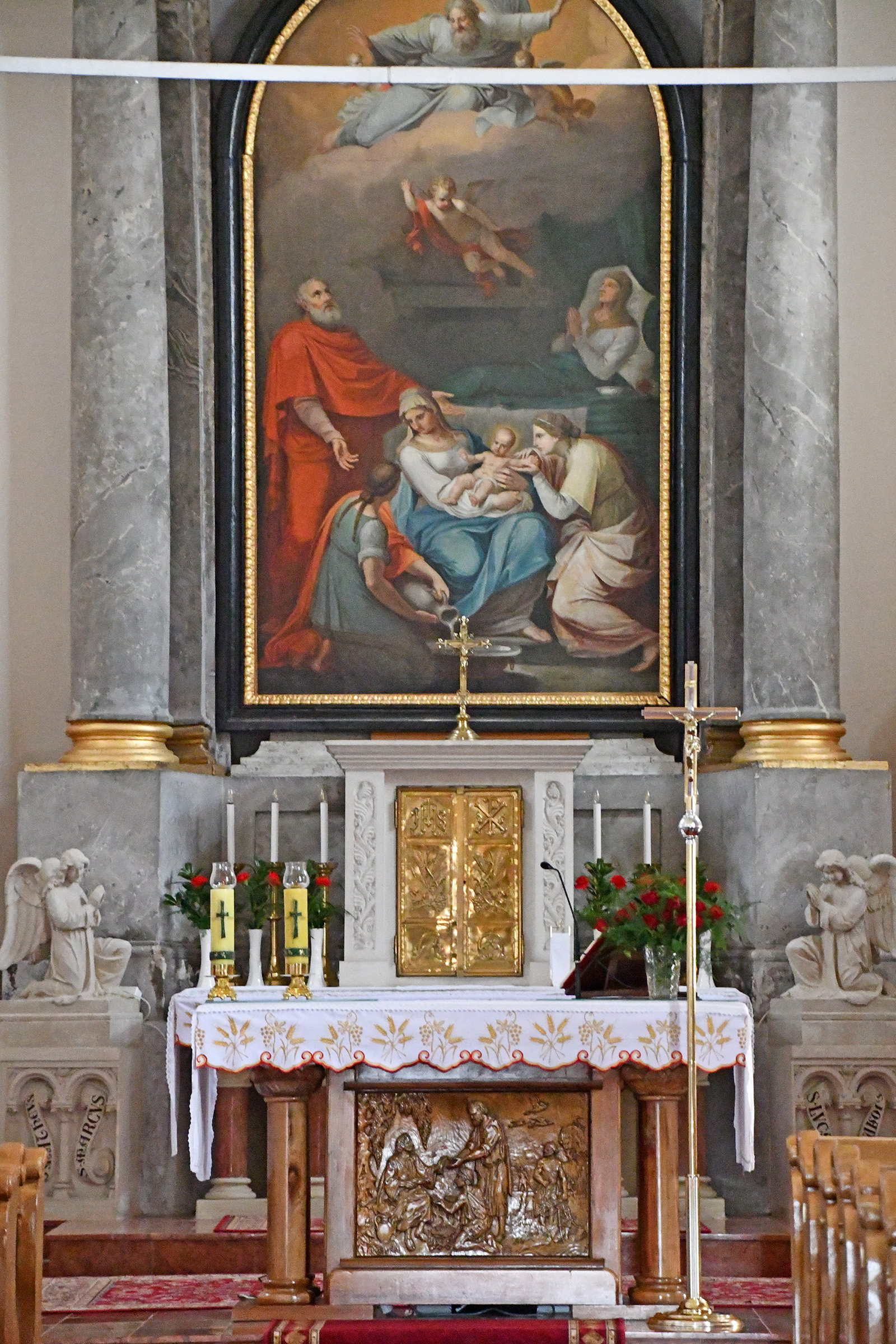
Blick auf den Altar
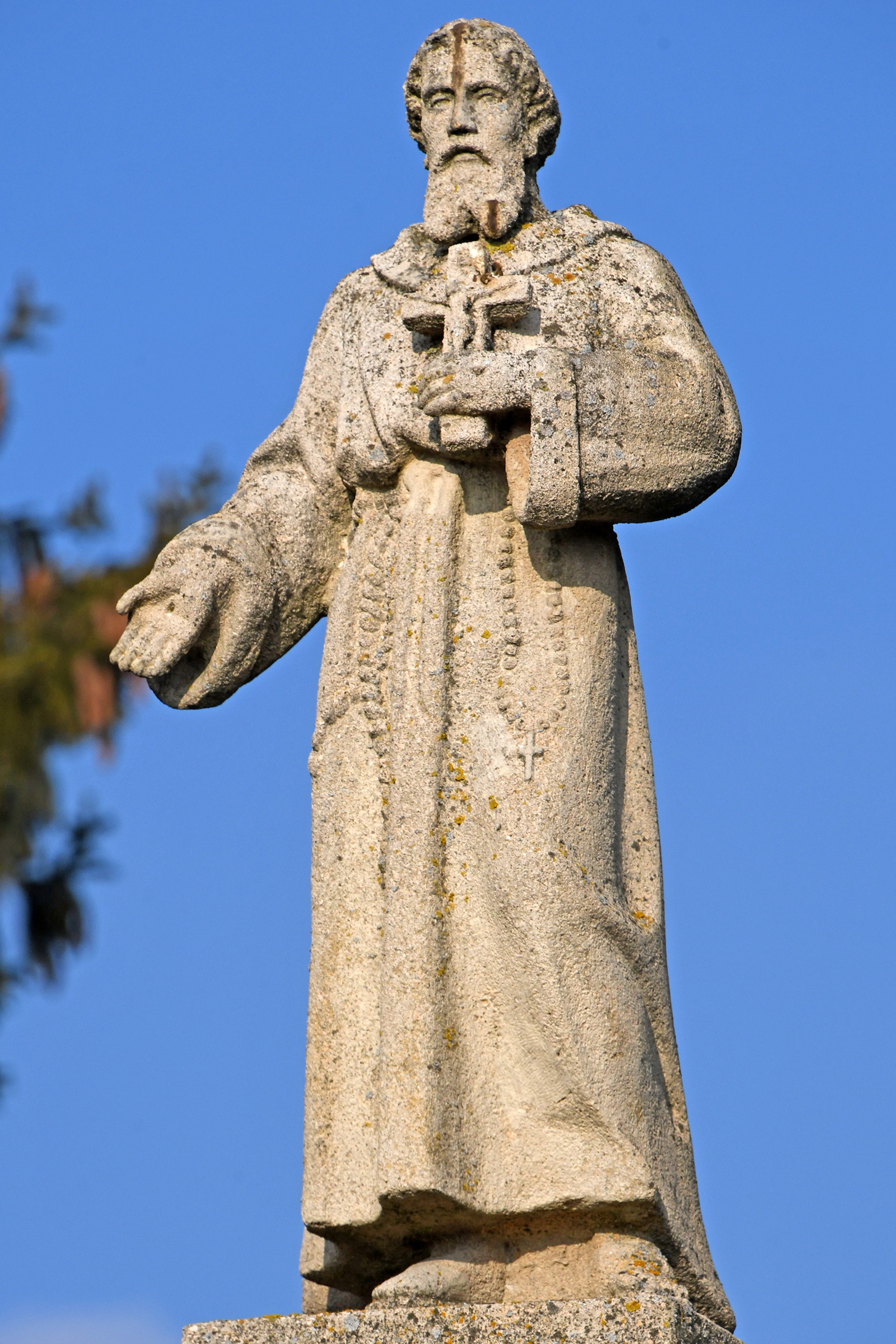
Franz-von-Assisi-Statue
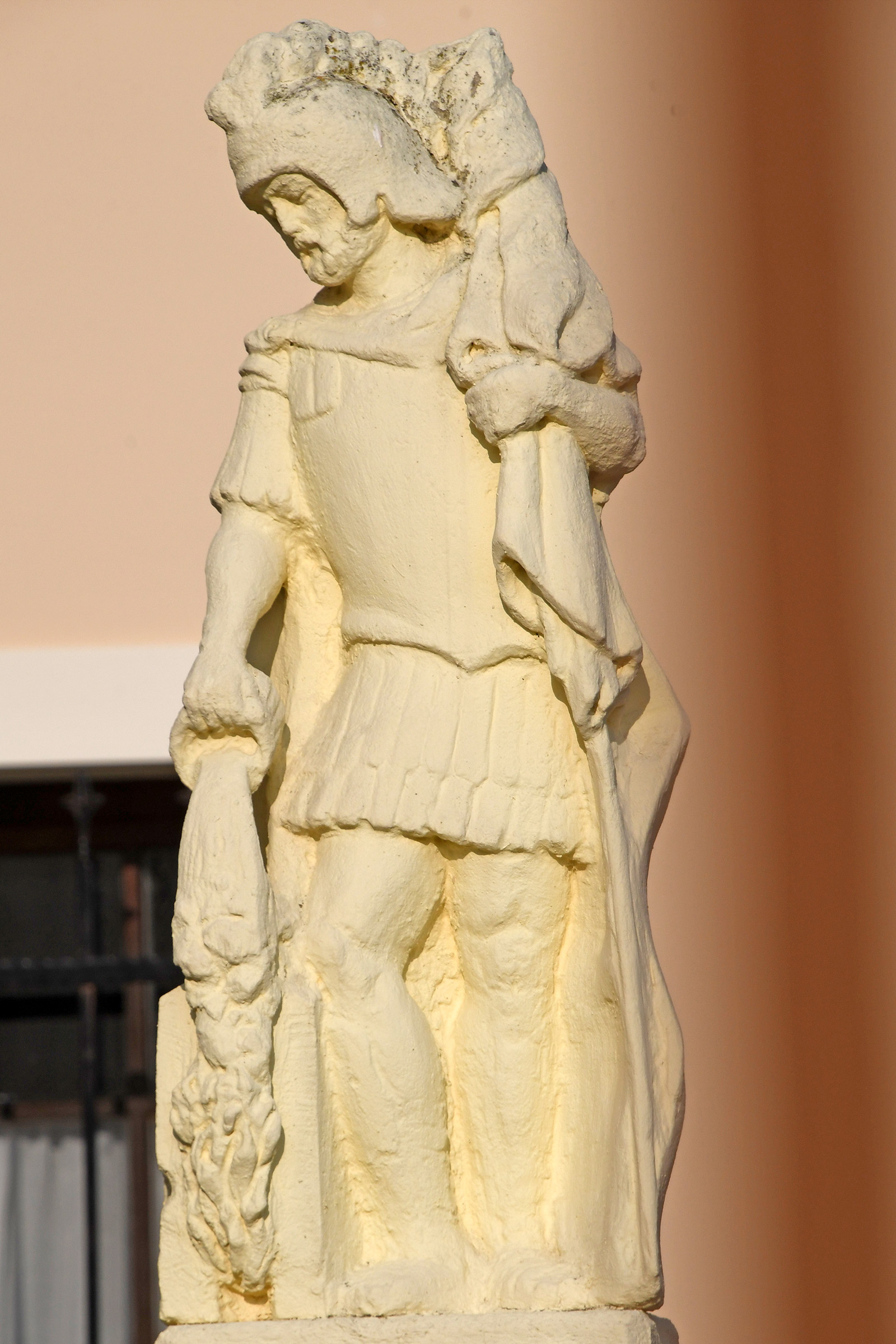
Szent-Flórián-Statue

## Verkehr
Durch Sopronkövesd verläuft die Hauptstraße Nr. 84, von der die Landstraße Nr. 6828 nach Nagylózs abzweigt. Die Gemeinde ist angebunden an die Eisenbahnstrecke von Sopron nach Szombathely.